# Artesischer Brunnen

Prinzip eines artesischen Brunnens

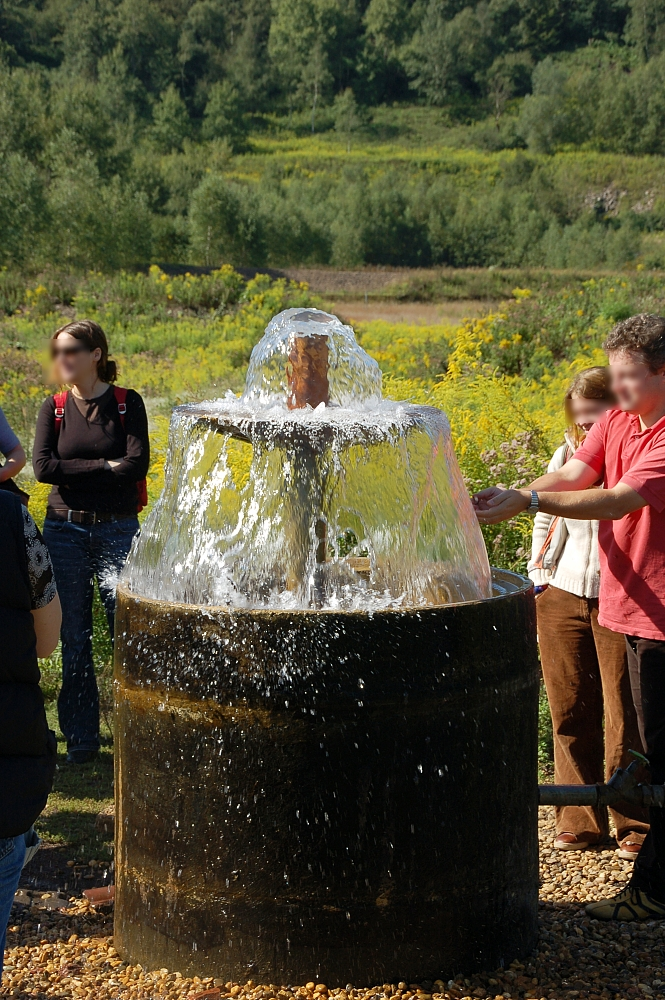
Artesischer Brunnen in der Grube Messel bei Darmstadt

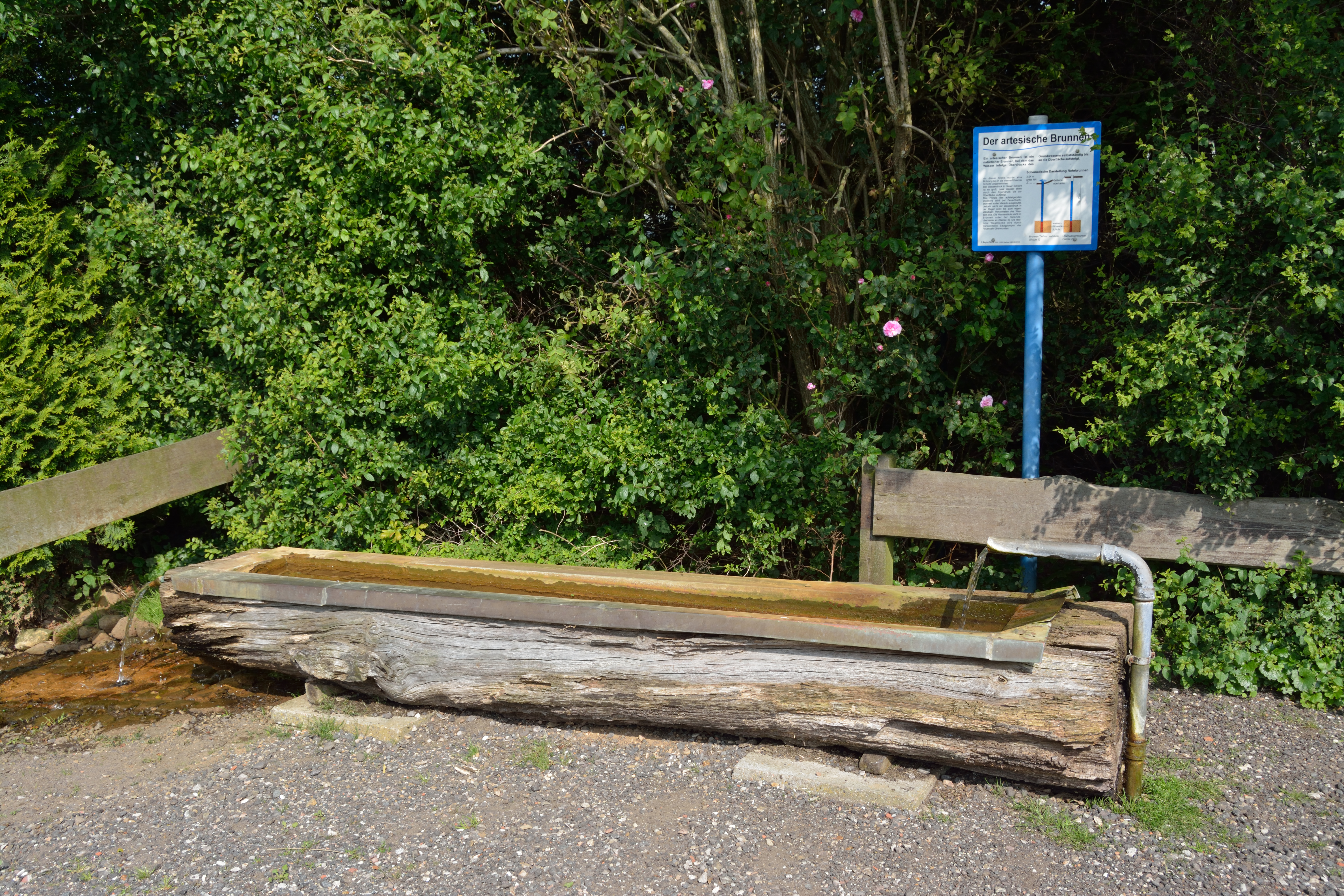
Artesischer Brunnen an der tiefsten Landstelle Deutschlands in Neuendorf-Sachsenbande

Ein artesischer Brunnen ist ein Brunnen unterhalb des Grundwasserspiegels, aus dem Wasser von selbst austritt. Dies kann z. B. in einer Senke der Fall sein, kann aber auch an anderen Stellen auftreten, wo artesisch gespanntes Grundwasser auftritt.
Ein artesischer Brunnen ist im Gegensatz zu einer artesischen Quelle immer künstlich, da er durch eine Bohrung oder durch einen Schacht angelegt wurde.

## Grundlagen
Artesische Brunnen hat es seit langem in den unterschiedlichsten Ländern gegeben. Benannt sind sie nach der Landschaft Artesien (frz.: Artois) im Norden Frankreichs, in der sie wohl öfter vorkamen. Sie wurden im frühen 19. Jahrhundert in der französischen Fachliteratur unter diesem Namen beschrieben, seitdem ist der Name international üblich. Aus der Jahreszahl 1126 auf einem eingemauerten Ziegelstein wurde abgeleitet, dass in Frankreich die erste solche Anlage in diesem Jahr in einem Kloster des Kartäuserordens in Lillers geschaffen wurde.
In Frankreich hat allerdings schon Jean-Dominique Cassini (Cassini I) von solchen Brunnen in Bologna und Modena und von anderen in der Steiermark berichtet und selbst Versuche mit ihnen ausgeführt. Wissenschaftlich setzte sich der französische Physiker François Arago mit dem Phänomen auseinander.
Voraussetzung für einen artesischen Brunnen ist gespanntes Grundwasser. Solches ist vorhanden, wenn eine wasserführende Gesteinsschicht (ein Grundwasserleiter) durch eine wasserundurchlässige Gesteinsschicht nach oben abgedichtet wird und gleichzeitig die großräumige geologische Struktur des Grundwasserleiters den Aufbau von hydrostatischem Druck ermöglicht (zum Beispiel in einer schüsselförmigen Senke oder zwischen schräg abfallenden Gesteinsschichten). Bohrt oder gräbt man einen Grundwasserleiter mit gespanntem Grundwasser an, steigt das Grundwasser nach dem Prinzip der kommunizierenden Gefäße im Bohrloch bzw. im Schacht maximal bis zur Höhe der freien (ungespannten) Grundwasseroberfläche in der wasserführenden Schicht. Liegt dieses Niveau höher als die Erdoberfläche am Brunnen, spritzt das Grundwasser unter Druck aus dem Untergrund nach oben. Artesische Brunnen sind daher nur in Landschaftssenken möglich.
Sinkt die freie Grundwasseroberfläche in der wasserführenden Schicht aufgrund der Wasserförderung ab (ist also die Wasserentnahme höher als die Grundwasserneubildung), lässt der Druck des artesischen Brunnens nach.
Artesische Brunnen sind nur möglich, wenn Grundwasser von Schichten mit einer größeren Dichte – im Sinn von Masse pro Volumen – als Wasser überlagert ist. In oder unter Gletschern kann zwar Wasser in Form von Seen eingelagert sein, doch nie durch statischen Druck über die Eisoberfläche heraustreten, da Eis eine geringere Dichte als Wasser hat. Eis, das am Grund gefroren angeheftet ist, kann jedoch überschwemmt werden.

## Beispiele

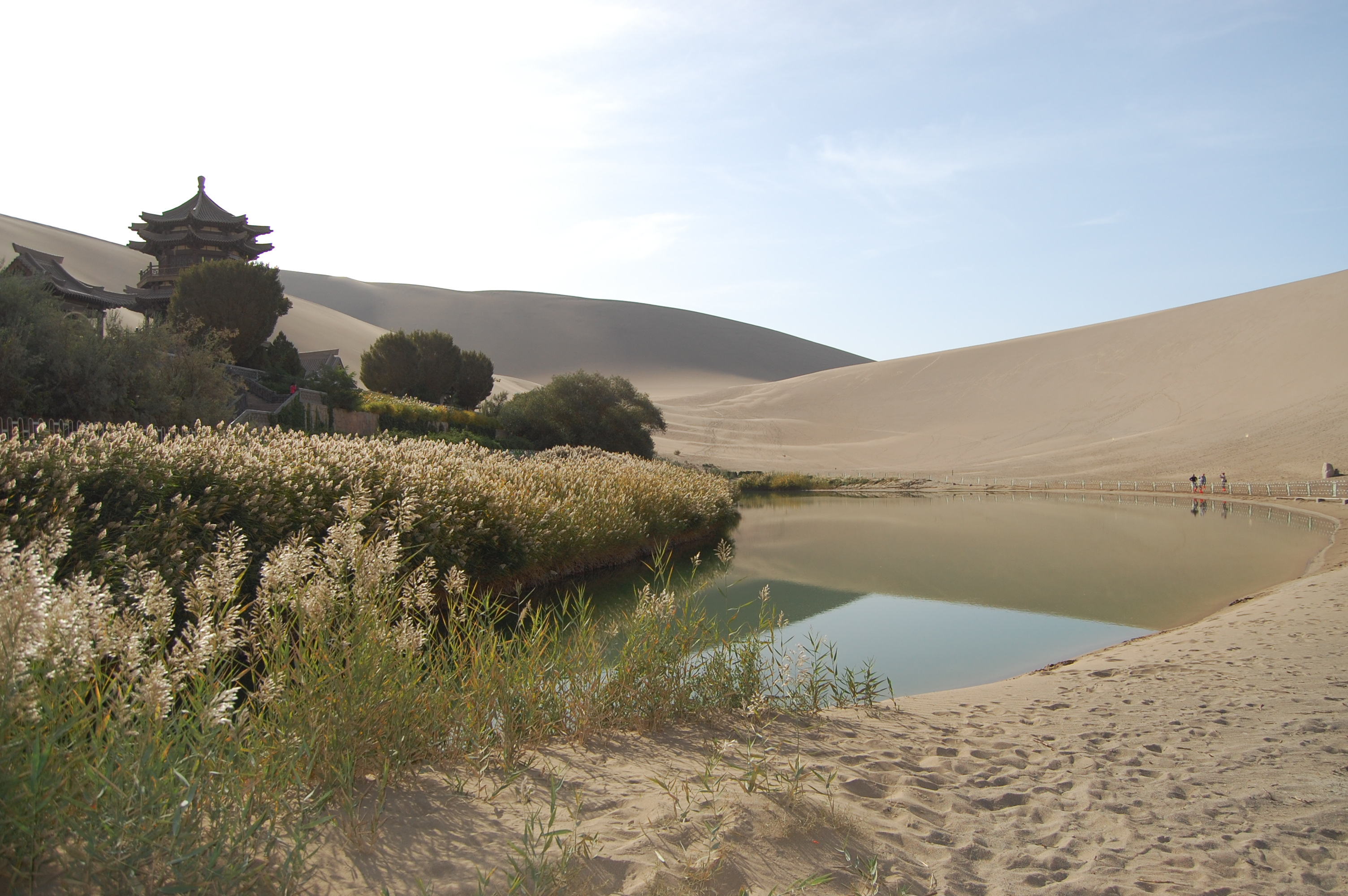
Yueya Quan – durch einen artesischen Brunnen gespeiste Oase bei Dunhuang in China

In Deutschland gibt es unter anderem in Dresden einen artesischen Brunnen. Auch in der Grube Messel (nahe Darmstadt) befindet sich ein solcher, der allerdings nur im Rahmen einer Führung zu sehen ist. Sein Wasser ist eisen- und schwefelhaltig und hat Trinkwasserqualität (deshalb scherzhaft „Bad Messeler Heilwasser“). In Heilbronn machten sich die örtlichen Papierfabriken die artesischen Brunnen in frühindustrieller Zeit für gewerbliche Zwecke zu Nutze. Die dabei gewonnenen geologischen und technischen Erfahrungen fanden in entsprechende fachwissenschaftliche Publikationen Eingang und dienten der Verbreitung der in Wort und Bild vorgestellten Brunnenbohreinrichtungen.
Seit 1899 wurden artesische Brunnen in der Stadt Bad Düben erbohrt, welche bis zum Jahre 1974 die Trinkwasserversorgung der Stadt übernahmen. Durch verschiedene Umstände, wie die Schaffung einer großen Trinkwasserfassung sowie ein nahender Tagebau, sind diese aber zwischenzeitlich zum Erliegen gekommen. In neuerer Zeit werden neue Brunnen zum Zwecke des Tourismus und zum Nutzen von Wärmetauschpumpen ertüchtigt.
In der Steiermark, vor allem der Ost- und Südsteiermark gibt es nach einigen Schließungen in den vergangenen Jahren noch etwa 2500 Arteser-Hausbrunnen. Das Land Steiermark fördert seit 2014 deren Schließung oder zumindest Absperrbarmachung, um Grundwasser zu sparen.
Es wurden auch künstliche Oasen auf der Grundlage artesischer Brunnen z. B. im südlichen Algerien geschaffen. Sie dienen u. a. dem Dattelanbau.

## Erschließung in Deutschland
Johann August Bruckmann (1776–1835), Architekt, Geologe, Landbaumeister, Wasserbauingenieur, Sachbuchautor und Erfinder, trug durch Bohrungen zur Erschließung in Deutschland bei.

## Gefahren durch Artesische Brunnen
Von Artesischen Brunnen können verschiedene Geogefahren ausgehen. Dies gilt insbesondere dann, wenn das artesisch gepannte Grundwasser ungewollt angebohrt bzw. angegraben wird und der ausführende Bautrupp keine entsprechende Ausrüstung (und oft auch keine Erfahrung) besitzt, um den Wasseraustritt zu beherrschen und bei Bedarf zuverlässig wieder zu verschließen. Mögliche Folgen sind unkontrollierte Wasseraustritte an unerwünschten Stellen wie z. B. auf Wohngrundstücken, an Gebäuden etc. Umgekehrt kann der unkontrollierte Wasseraustritt auch zu deutlichen Wasserverlusten im Grundwasser führen, welches dann für andere Nutzungen nicht mehr verfügbar ist.
Sowohl beim gewollten als auch beim unerwünschten Anbohren artesischen Grundwassers besteht die Gefahr, dass das Bohrloch nach Ende der Bohrung nicht zuverlässig abgedichtet wird und sich das gespannte Grundwasser selbständig Wegsamkeiten durch den Grundwasserstauer bis an die Erdoberfläche sucht. Die Austritte des artesischen Wassers liegen dann oft mehrere Meter bis Dekameter abseits der eigentlichen Bohrstelle. In diesem Fall spricht man von einem „verwilderten Artesischen Brunnen“ (siehe Weblinks).